# Distrito electoral federal 2 de Chihuahua
El Distrito electoral federal 2 de Chihuahua es uno de los 300 Distritos Electorales en los que se encuentra dividido el territorio de México y uno de los nueve en los que se divide el estado de Chihuahua. Su cabecera es Ciudad Juárez.
Desde el proceso de distritación de 2022 abarca los municipios de Ahumada, Guadalupe, Práxedis G. Guerrero y el sur del Municipio de Juárez incluyendo la zona suroriente de Ciudad Juárez.

## Distritaciones anteriores

### Distritación 1979 - 1996
Estaba integrado por la zona sur del estado y su cabecera era la ciudad de Parral.

### Distritación 1996 - 2005
Entre 1996 y 2005 el distrito era formado por un sector del Municipio de Juárez y su cabecera está situada en Ciudad Juárez.

### Distritación 2005 - 2017
Entre 2005 y 2017, estaba formado por el sector poniente de la zona urbana de Ciudad Juárez y del municipio de Juárez.

### Distritación 2017 - 2022
Entre 2017 y 2022 el distrito estuvo formado por los municipios de Ahumada, Ascensión, Buenaventura, Casas Grandes, Galeana, Guadalupe, Ignacio Zaragoza, Janos, Nuevo Casas Grandes, Práxedis G. Guerrero y el sur del Municipio de Juárez así como la zona sur de Ciudad Juárez.

## Diputados por el distrito
| Diputado                                          | Grupo parlamentario                               | Legislatura     | Periodo     |
| ------------------------------------------------- | ------------------------------------------------- | --------------- | ----------- |
| José Antonio Mucharraz                            |                                                   | III             | 1863 - 1865 |
| Roque Jacinto Morón                               |                                                   | IV              | 1865 - 1868 |
| Vacante                                           | Vacante                                           | VI              | 1871 - 1873 |
| Francisco Urquidi Cárdeña                         |                                                   | VII             | 1873 - 1875 |
| Vacante                                           | Vacante                                           | VIII IX X       | 1875 - 1882 |
| Ramón Guerrero                                    |                                                   | XI XII          | 1882 - 1886 |
| Fernando Zetina                                   |                                                   | XIII XIV XV XVI | 1886 - 1894 |
| Francisco Albístegui                              |                                                   | XVII XVIII XIX  | 1894 - 1900 |
| Rafael Aguilar                                    |                                                   | XX              | 1900 - 1902 |
| Eduardo Novoa                                     |                                                   | XXI             | 1902 - 1904 |
| Ezequiel Chávez                                   |                                                   | XXII            | 1904 - 1906 |
| Simón Parra (suplente en funciones)               |                                                   | XXIII           | 1906 - 1908 |
| Ezequiel Chávez                                   |                                                   | XXIV XXV        | 1908 - 1912 |
| Vacante                                           | Vacante                                           | XXVI            | 1912 - 1914 |
| Manuel M. Prieto                                  |                                                   | Constituyente   | 1916 - 1917 |
| Vacante                                           | Vacante                                           | XXVII           | 1917 - 1918 |
| Alejandro Velázquez López                         |                                                   | XXVIII          | 1918 - 1920 |
| Norberto Domínguez Salazar                        |                                                   | XXIX            | 1920 - 1922 |
| Rafael V. Balderrama                              |                                                   | XXX             | 1922 - 1924 |
| Francisco García Carranza                         |                                                   | XXXI            | 1924 - 1926 |
| Pedro M. Fierro                                   |                                                   | XXXII           | 1926 - 1928 |
| Miguel E. Yáñez                                   |                                                   | XXXIII          | 1928 - 1930 |
| Enrique Hernández Gómez                           |                                                   | XXXIV           | 1930 - 1932 |
| Casimiro E. Almeida                               |                                                   | XXXV            | 1932 - 1934 |
| Lorenzo E. Quevedo                                |                                                   | XXXVI           | 1934 - 1937 |
| Guillermo Quevedo Moreno                          |                                                   | XXXVII          | 1937 - 1940 |
| Valente Chacon Baca                               |                                                   | XXXVIII         | 1940 - 1943 |
| Gustavo Chávez                                    |                                                   | XXXIX           | 1943 - 1946 |
| Vacante por declaración de nulidad de la elección | Vacante por declaración de nulidad de la elección | XL              | 1946 - 1949 |
| José I. Aguilar Irungaray                         |                                                   | XLI             | 1949 - 1952 |
| Mariano Valenzuela Ceballos                       |                                                   | XLII            | 1952 - 1955 |
| Manuel Villa Atayde                               |                                                   | XLIII           | 1955 - 1958 |
| José Muñoz R.                                     |                                                   | XLIV            | 1958 - 1961 |
| José I. Aguilar Irungaray                         |                                                   | XLV             | 1961 - 1964 |
| Florentina Villalobos Chaparro                    |                                                   | XLVI            | 1964 - 1967 |
| Pablo Picharra Esparza                            |                                                   | XLVII           | 1967 - 1970 |
| Diamantina Reyes Esparza                          |                                                   | XLVIII          | 1970 - 1973 |
| Luis Parra Orozco                                 |                                                   | XLIX            | 1973 - 1976 |
| Oswaldo Rodríguez González                        |                                                   | L               | 1976 - 1979 |
| Jesús Chávez Baeza                                |                                                   | LI              | 1979 - 1982 |
| Alfonso Cereceros Peña                            |                                                   | LII             | 1982 - 1985 |
| Jacinto Gómez Pasillas                            |                                                   | LIII            | 1985 - 1988 |
| Rafael Chávez Rodríguez                           |                                                   | LIV             | 1988 - 1991 |
| Edmundo Chacón Rodríguez                          |                                                   | LV              | 1991 - 1994 |
| Alfredo Amaya Medina                              |                                                   | LVI             | 1994 - 1997 |
| Adalberto Balderrama                              |                                                   | LVII            | 1997 - 2000 |
| David Rodríguez Torres                            |                                                   | LVIII           | 2000 - 2003 |
| Nora Yu Hernández                                 |                                                   | LIX             | 2003 - 2006 |
| Lilia Merodio Reza                                |                                                   | LX              | 2006 - 2009 |
| Héctor Murguía Lardizábal                         |                                                   | LXI             | 2009 - 2010 |
| Georgina Zapata Lucero                            | 2010 - 2012                                       | LXI             |             |
| Ignacio Duarte Murillo                            |                                                   | LXII            | 2012 - 2015 |
| Georgina Zapata Lucero                            |                                                   | LXIII           | 2015 - 2018 |
| Maité Vargas Meraz                                |                                                   | LXIV LXV LXVI   | 2018 -      |

## Resultados electorales

### 1964
|  | 10.69 % |

|  | 89.05 % |

|  | 0.04 % |

|  | 0.15 % |

|  | 0.00 % |

|  | 0.08 % |

|  | 100.00 % |

|  | 0.00 % |

|  | 71.63 % |

|  | 28.37 % |

- Nota: Luego de una revisión debido a diversas anomalías denunciadas por los representantes del Partido Acción Nacional y el Partido Popular Socialista, en las cuales se «manifiesta parcialidad del Comité Distrital en favor de los candidatos del Partido Revolucionario Institucional; resistencia del propio Comité a que fueran revisados paquetes que requerían un examen cuidadoso y un nuevo escrutinio, esto último, tan obstinadamente negado que ameritó dos intervenciones directas del Presidente de la Comisión Local Electoral; falta de boletas y sobrante de las mismas en varias casillas; alta votación en lugares de la zona indígena poco habitadas y de difícil comunicación; cómputos defectuosos y otras anomalías más que sería prolijo detallar.»

Debido a esta situación se ordenó un reconteo del total de las casillas de dicho distrito, resultando ganadora la candidata del PAN, Florentina Villalobos Chaparro sobre el candidato del Partido Revolucionario Institucional, Ramón Enríquez Burciaga. Finalmente, el cómputo de la elección quedó como se expone a continuación:
|  | 51.48 % |

|  | 46.20 % |

|  | 2.22 % |

|  | 0.11 % |

|  | 0.00 % |

|  | 100.00 % |

|  | 0.00 % |

|  | 40.90 % |

|  | 59.10 % |

### 1967
|  | 25.08 % |

|  | 73.89 % |

|  | 0.98 % |

|  | 0.05 % |

|  | 0.03 % |

|  | 0.01 % |

|  | 100.00 % |

|  | 0.00 % |

|  | 59.90 % |

|  | 40.10 % |

### 1970
|  | 17.18 % |

|  | 82.08 % |

|  | 0.72 % |

|  | 0.00 % |

|  | 0.00 % |

|  | 0.01 % |

|  | 100.00 % |

|  | 0.00 % |

|  | 66.29 % |

|  | 33.71 % |

### 1973
|  | 0.00 % |

|  | 80.21 % |

|  | 4.58 % |

|  | 0.00 % |

|  | 0.00 % |

|  | 0.13 % |

|  | 84.92 % |

|  | 15.08 % |

### 1976
|  | 0.00 % |

|  | 77.52 % |

|  | 2.90 % |

|  | 2.59 % |

|  | 0.00 % |

|  | 0.00 % |

|  | 83.01 % |

|  | 16.99 % |

|  | 78.59 % |

|  | 21.41 % |

### 1979
|  | 11.83 % |

|  | 69.67 % |

|  | 1.32 % |

|  | 1.63 % |

|  | 0.24 % |

|  | 3.48 % |

|  | 0.25 % |

|  | 0.02 % |

|  | 88.43 % |

|  | 11.57 % |

|  | 37.24 % |

|  | 62.76 % |

### 1982
|  | 21.77 % |

|  | 73.49 % |

|  | 0.72 % |

|  | 0.82 % |

|  | 0.40 % |

|  | 2.61 % |

|  | 0.20 % |

|  | 0.00 % |

|  | 0.00 % |

|  | 0.00 % |

|  | 100.00 % |

|  | 0.00 % |

|  | 60.77 % |

|  | 39.23 % |

### 1985
|  | 34.06 % |

|  | 53.63 % |

|  | 0.51 % |

|  | 0.35 % |

|  | 0.16 % |

|  | 1.00 % |

|  | 0.19 % |

|  | 0.14 % |

|  | 0.01 % |

|  | 0.00 % |

|  | 90.05 % |

|  | 9.95 % |

|  | 47.94 % |

|  | 52.06 % |

### 1988
|  | 31.94 % |

|  | 65.27 % |

|  | 1.31 % |

|  | 0.71 % |

|  | 0.12 % |

|  | 0.57 % |

|  | 0.08 % |

|  | 0.00 % |

|  | 100.00 % |

|  | 0.00 % |

|  | 44.43 % |

|  | 55.57 % |

### 1991
|  | 30.65 % |

|  | 54.35 % |

|  | 0.92 % |

|  | 5.03 % |

|  | 0.50 % |

|  | 1.56 % |

|  | 0.30 % |

|  | 0.13 % |

|  | 0.25 % |

|  | 0.94 % |

|  | 0.00 % |

|  | 0.02 % |

|  | 94.65 % |

|  | 5.35 % |

|  | 55.45 % |

|  | 44.55 % |

### 1994
|  | 20.60 % |

|  | 66.25 % |

|  | 0.45 % |

|  | 3.42 % |

|  | 0.45 % |

|  | 0.64 % |

|  | 0.68 % |

|  | 2.18 % |

|  | 0.39 % |

|  | 0.02 % |

|  | 95.07 % |

|  | 4.93 % |

|  | 68.24 % |

|  | 31.76 % |

### 1997
|  | 43.28 % |

|  | 36.51 % |

|  | 10.64 % |

|  | 0.73 % |

|  | 1.11 % |

|  | 3.75 % |

|  | 0.18 % |

|  | 0.38 % |

|  | 0.05 % |

|  | 96.62 % |

|  | 3.38 % |

|  | 50.35 % |

|  | 49.65 % |

### 2000
|  | 50.23 % |

|  | 40.08 % |

|  | 5.19 % |

|  | 0.72 % |

|  | 0.39 % |

|  | 1.07 % |

|  | 0.02 % |

|  | 97.70 % |

|  | 2.30 % |

|  | 53.74 % |

|  | 46.26 % |

### 2003
|  | 39.22 % |

|  | 47.11 % |

|  | 3.64 % |

|  | 1.22 % |

|  | 0.94 % |

|  | 0.24 % |

|  | 1.41 % |

|  | 0.79 % |

|  | 0.28 % |

|  | 0.35 % |

|  | 0.04 % |

|  | 95.24 % |

|  | 4.76 % |

|  | 30.41 % |

|  | 69.59 % |

### 2006
|  | 33.53 % |

|  | 43.35 % |

|  | 13.99 % |

|  | 4.13 % |

|  | 1.82 % |

|  | 0.20 % |

|  | 97.02 % |

|  | 2.98 % |

|  | 36.86 % |

|  | 63.14 % |

### 2009
|  | 18.53 % |

|  | 48.08 % |

|  | 3.92 % |

|  | 3.35 % |

|  | 14.01 % |

|  | 3.66 % |

|  | 1.07 % |

|  | 0.12 % |

|  | 92.75 % |

|  | 7.25 % |

|  | 26.29 % |

|  | 73.71 % |

### 2012
|  | 20.60 % |

|  | 35.75 % |

|  | 22.14 % |

|  | 6.10 % |

|  | 4.64 % |

|  | 0.05 % |

|  | 89.28 % |

|  | 10.72 % |

|  | 45.15 % |

|  | 54.85 % |

### 2015
|  | 13.88 % |

|  | 45.17 % |

|  | 6.52 % |

|  | 1.89 % |

|  | 2.36 % |

|  | 7.25 % |

|  | 8.24 % |

|  | 2.10 % |

|  | 4.34 % |

|  | 0.13 % |

|  | 91.88 % |

|  | 8.12 % |

|  | 27.05 % |

|  | 72.95 % |

### 2018
|  | 26.74 % |

|  | 14.25 % |

|  | 37.80 % |

|  | 5.14 % |

|  | 2.31 % |

|  | 8.88 % |

|  | 0.12 % |

|  | 95.24 % |

|  | 4.76 % |

|  | 49.67 % |

|  | 50.33 % |

### 2021
|  | 34.37 % |

|  | 8.61 % |

|  | 48.22 % |

|  | 2.56 % |

|  | 0.67 % |

|  | 1.97 % |

|  | 0.04 % |

|  | 96.45 % |

|  | 3.55 % |

|  | 39.57 % |

|  | 60.43 % |